# 앙드레 브르통
앙드레 브르통(André Breton, 1896년 2월 19일 ~ 1966년 9월 28일)은 20세기 초현실주의를 대표하는 프랑스의 시인이자 미술 이론가이다.

## 생애
제1차 세계대전 때 군의관으로 소집되어, 프로이트의 정신분석법을 치료에 도입하여 큰 시사를 얻는다. 처음에는 말라르메류의 시를 썼으나 현실을 일변케 하는 ‘검은 유머’의 실행자 자크 바세와 만난다든지 아폴리네르와의 교우와 다다이즘 운동에 자극되어 수포와 공저(共著)한 <자장(磁場)>(1919)에는 무의미하고 비논리적인 언어와 영상에 넘치는 자동필기의 최초의 범례를 보였고 이어서 <쉬르레알리즘 선언>(1924)과 <쉬르레알리즘 혁명>지(誌)를 간행하여 뛰어난 시인과 화가를 모아 그 지도적 위치에 섰다.
그의 의도는 유머와 일상 속에 숨은 시적 경이의 발견, 꿈의 기술, 광기의 모방, 우연적 오브제의 진열, 떨어진 두 이미지의 비교 등의 수단으로써 예술뿐만이 아니라 ‘인생과 세계를 변혁하는’ 것이었다. 또한 ‘내적 경험에 대하여는 어떠한 외적 제약도 받지 않는다’는 선은 양보하지 않아 아라공 등과 인연을 끊고 <제2선언>(1930)에는 ‘생과 사, 현실과 초현실이 일치하는 지고점(至高點)’의 획득을 목표로 하여 나갔다. 1937년부터 해외로 여행하여 멕시코에서 트로츠키와 친교를 맺고 대전 중에 미국으로 망명하여 신비적인 에로스를 칭송한 <광기의 사랑>(1937)과 <비법(秘法)17>(1943)을 냈으며, 소설 <나쟈>(1928)도 광기의 여성을 둘러싸고 이야기하는 사람이 파리에서 마주치는 시적 우연과 ‘경련적인 미(美)’가 넘친 대표작이다. 전후에도 기관지 발행과 박람회를 개최하는 등 정력적인 활약을 계속하였다.